# Jones County (Georgia)
Jones County is een county in de Amerikaanse staat Georgia.
De county heeft een landoppervlakte van 1.020 km² en telt 23.639 inwoners (volkstelling 2000). De hoofdplaats is Gray.